# Бернар Дестремо
Бернар Дестремо (фр. Bernard Destremau; 11 лютого 1917 — 6 червня 2002) — колишній французький тенісист.
Перемагав на турнірах Великого шолома в парному розряді.
Завершив кар'єру 1963 року.

## Фінали турнірів Великого шолома

### Парний розряд :1 перемога
| Результат | Рік  | Турнір            | Партнер    | Суперники          | Рахунок            |
| Перемога  | 1938 | Чемпіонат Франції | Ївон Петра | Дон Бадж Джин Мако | 3–6, 6–3, 9–7, 6–1 |